# Ondřejov (hradiště)
Ondřejov je pravěké hradiště jihovýchodně od stejnojmenné vesnice v okrese Plzeň-sever. Nachází se na úzkém hřbetu nad soutokem Střely a jejího bezejmenného pravostranného přítoku asi jeden kilometr od vesnice.

## Popis
Opevněné sídliště, označované také jako hradiště, bylo osídleno v eneolitu příslušníky chamské kultury. Hradiště se nachází na úzké skalnaté ostrožně dlouhé asi dvě stě metrů. Členitý terén ostrožny v nadmořské výšce 370–380 metrů je tvořen skalami a četnými plošinami, z nichž jedna byla v roce 1982 částečně prozkoumána drobným archeologickým výzkumem. Ten pod drny odhalil dvacet centimetrů mocnou vrstvu se zlomky mazanice s otisky prutů a ve spodní části keramické střepy. Přístupnou stranu ostrožny chránilo opevnění, ze kterého se dochoval příkop s náznakem valu.